# Chodatowicze
Chodatowicze (biał. Хадатавічы; ros. Ходатовичи) – wieś na Białorusi, w obwodzie mińskim, w rejonie nieświeskim, w sielsowiecie Kozły.

## Historia
W dwudziestoleciu międzywojennym leżały w Polsce, w województwie nowogródzkim, w powiecie nieświeskim, w gminie Łań. W 1921 miejscowość liczyła 277 mieszkańców, zamieszkałych w 39 budynkach, w tym 230 Białorusinów i 47 Polaków. 271 mieszkańców było wyznania prawosławnego i 6 mojżeszowego.
Po II wojnie światowej w granicach Związku Sowieckiego. Od 1991 w niepodległej Białorusi.